# Igor (альбом)
Igor (стилизовано как IGOR) — шестой студийный альбом американского рэпера Tyler, the Creator. Он был выпущен 17 мая 2019 года на лейбле Columbia. Альбом был полностью спродюсирован Тайлером. В записи принимали участие исполнители Playboi Carti, Lil Uzi Vert, Соланж, Канье Уэст и Джеррод Кармайкл, а также Сантиголд, Джесси Уилсон, La Roux, Си Ло Грин, Чарли Уилсон, Slowthai, Фаррелл Уильямс и другие в качестве бэк-вокалистов.
Igor получил многочисленные положительные отзывы от критиков и дебютировал под № 1 в чарте Billboard 200. Ведущий сингл альбома «Earfquake» достиг места № 13 в чарте Billboard Hot 100. Альбом получил премию «Грэмми» в категории «Лучший рэп-альбом» в 2020 году.

## Предыстория и запись
Работа над альбомом началась в 2017 году, когда Тайлер первоначально написал песню «Earfquake» для Джастина Бибера и Рианны, которые позже оба отказались от этой песни. Песня «I Think» была записана на озере Комо в Италии при участии Соланж, чей голос можно непосредственно услышать в треке, как и голос Фрэнка Оушена. Тайлер написал «Running Out of Time» во время перерыва в записи с ASAP Ferg, чувствуя себя увереннее после того, как Кендрик Ламар похвалил пение Тайлера. Тайлер спродюсировал бит для «Gone, Gone» в 2013 году во время гастролей своего второго студийного альбома Wolf, позже решив не включать песню ни в Cherry Bomb, ни в Flower Boy, считая её не подходящей ни для одного из этих альбомов.
В интервью с Fantastic Man на вопрос о том, был ли он когда-нибудь влюблён, Тайлер ответил: «Я не хочу об этом говорить. Мм, это следующий альбом». В октябре 2018 года Тайлер анонсировал песню «Running out of Time» во время интервью с Fast Company.
26 апреля 2019 года дополнительный финансовый отчет Sony Music Entertainment показал, что новый альбом Тайлера ожидается к концу июня. В начале мая 2019 года Тайлер выпустил фрагменты треков «Igor’s Theme» и «What’s Good». Тайлер впервые анонсировал альбом в социальных сетях 6 мая 2019 года.

## Музыка
Журналист Rolling Stone Дэнни Шварц описал альбом как «богатую и беспорядочную смесь R&B, фанка и рэпа». В альбоме преобладает звучание синтезаторов с мелодиями в стиле неосоул и низкий вокал.

## Тема альбома
Альбом ведёт повествование о любовном треугольнике, в котором Тайлер увлечён мужчиной, который в свою очередь увлечён женщиной, стремящейся оттолкнуть его от Тайлера. Американский комик Джеррод Кармайкл выступает в качестве рассказчика, произнося короткие фразы, дающие понять настроение Тайлера и заглавного персонажа альбома — И́гора. Кармайкл впервые появляется в треке «Exactly What You Run from You End Up Chasing» (в физическом релизе заменён треком «Boyfriend»).
И́гор, персонаж альбома, называется по имени на треках «Igor’s Theme» и «What’s Good». Персонаж придерживается одноимённого готического архетипа и представляет собой более тёмную, аромантическую сторону Тайлера, которая раскрывается в альбоме. Игор появляется после того, как Тайлер изливает свою душу предмету его любовного интереса, в то время как тот остаётся сосредоточенным на своей бывшей девушке. Появление Игора служит перезагрузкой сильных романтических эмоций, которые Тайлер испытывает на первой половине альбома.

## Продвижение
Клип на песню «Earfquake» был выпущен одновременно с альбомом 17 мая 2019 года. 3 июня 2019 года Тайлер объявил о предстоящем туре альбома, который проходил при участии Джейдена Смита, Blood Orange и GoldLink.

### Видеоальбом
14 августа 2019 года сервис Apple Music выпустил видеоальбом Apple Music Presents: Tyler, the Creator. Альбом представляет собой коллекцию из одиннадцати видео, записанных во время первого живого выступления Тайлера с альбомом Igor, которое состоялось в мае 2019 года.

## Отзывы критиков
| Совокупная оценка      | Совокупная оценка |
| Источник               | Оценка            |
| ---------------------- | ----------------- |
| AnyDecentMusic?        | 7.9/10            |
| Metacritic             | 81/100            |
| Оценки критиков        |                   |
| Источник               | Оценка            |
| AllMusic               | [ 18 ]            |
| Clash                  | 8/10              |
| Consequence of Sound   | A−                |
| The Guardian           | [ 20 ]            |
| HipHopDX               | 4.4/5             |
| The Independent        | [ 22 ]            |
| The New Zealand Herald | [ 23 ]            |
| NME                    | [ 24 ]            |
| Pitchfork              | 8.0/10            |
| Rolling Stone          | [ 2 ]             |
| Sputnikmusic           | 3,9/5             |

Igor получил в основном положительные отзывы. На Metacritic альбом был оценён в 81 балл, основываясь на 18 отзывах. Агрегатор AnyDecentMusic? оценил альбом на 7,9 баллов из 10 возможных, опираясь на отзывы других критиков.
Критик Ройзин О’Коннор из The Independent дал альбому положительный отзыв, заявив: «Великолепное производство. Тайлер никогда не был приверженцем традиционной структуры песни, но на IGOR он словно Минотавр заманивает вас в лабиринт, который закручивает вас в, казалось бы, невозможные углы, втягивает вас в захватывающую неизвестность. […] Это лучшая работа Тайлера на сегодняшний день». Энди Келлман из AllMusic сказал: «Тайлер и колонна других исполнителей выполняют обещание и угрожают тем, что играет: творчески живое и эмоционально душераздирающее, с такой же болью, уязвимостью и принуждением, которые свойственны классическому соул-альбому». Дэниэл Спилбергер из HipHopDX пишет: «На IGOR Тайлер демонстрирует более утонченную версию туманной поп-музыки, которую он совершенствовал годами. Пусть некоторые могут быть разочарованы тем, что он становится скорее певцом, чем рэпером; этот проект должен побудить больше артистов отречься от лейблов и получать удовольствие от рисков». Критик Rolling Stone Дэнни Шварц сказал: «Igor — это душевный альбом, в котором Тайлер понижает свою настороженность и показывает себя меняющимся артистом, который всё ещё растёт и полностью избавился от своей шкуры вульгарного интернет-ковбоя». Сэм Мур из NME заявил: «IGOR — это совершенная и вечнозелёная пластинка, которая стоит того, чтобы отложить телефон, выключить телевизор и посвятить ей всё своё внимание». Ник Роузблейд из Clash пишет: «Фирменные органические биты, язвительные тексты и общее чувство гнева и агрессии, присущие его предыдущим альбомам, были заменены на более медленные биты и безудержные соул-куплеты. Вначале эти изменения в тоне и темпе шокируют, и вы ждете иного начала, но по мере продвижения альбома вы начинаете понимать и любить этого нового Тайлера».
Обозревая альбом для Sputnikmusic, Rowan5215 заявил, что «IGOR — отнюдь не лучшая работа Тайлера и иногда она намеренно играет против его сильных сторон, чтобы застать слушателя врасплох — это приносит свои плоды в потрясающих „I THINK“ и „A BOY IS A GUN“, чего не скажешь о повторяющихся и приторных „RUNNING OUT OF TIME“ и „ARE WE STILL FRIENDS?“. В данном случае это костюм оборванного ритм-минималиста, который очень к лицу Тайлеру». В смешанном отзыве от The Guardian Дин Ван Нгуен сказал: «Это не плохо, что Igor преуменьшает неукротимую личность Тайлера, но написание и исполнение не могут заменить то, что было потеряно. То, что осталось, является прекрасной демонстрацией изобретательности, которая слишком редко проникает в ваше сознание».
| Год  | Награда            | Категория         | Результат |
| ---- | ------------------ | ----------------- | --------- |
| 2019 | BET Hip Hop Awards | Альбом года       | Номинация |
| 2020 | Грэмми             | Лучший рэп-альбом | Победа    |

## Список треков
Титры адаптированы из Tidal и официальных данных с альбома.
Вся музыка написана Тайлером Оконма.
| №                   | Название                                       | Автор(ы)                                                        | Длительность |
| ------------------- | ---------------------------------------------- | --------------------------------------------------------------- | ------------ |
| 1.                  | «Igor's Theme»                                 | Тайлер Оконма Саймир Вудс                                       | 3:20         |
| 2.                  | «Earfquake»                                    | Оконма Джордан Картер                                           | 3:10         |
| 3.                  | «I Think»                                      | Оконма Bodiono Nkono Télesphore [a] Bibi Maschel [a]            | 3:32         |
| 4.                  | «Exactly What You Run from You End Up Chasing» | Оконма                                                          | 0:14         |
| 5.                  | «Running Out of Time»                          | Оконма                                                          | 2:57         |
| 6.                  | «New Magic Wand»                               | Оконма                                                          | 3:15         |
| 7.                  | «A Boy Is a Gun»                               | Оконма Бобби Дюкс [b] Бобби Масси [b] Лестер Аллен Маккензи [b] | 3:30         |
| 8.                  | «Puppet»                                       | Оконма Канье Уэст Мик Уэйр [c] Дэвид Смит [c]                   | 2:59         |
| 9.                  | «What's Good»                                  | Оконма                                                          | 3:25         |
| 10.                 | «Gone, Gone / Thank You»                       | Оконма Каллен Омори [d] Алан О'Дэй [d] Тацуро Ямасита [d]       | 6:15         |
| 11.                 | «I Don't Love You Anymore»                     | Оконма                                                          | 2:41         |
| 12.                 | «Are We Still Friends?»                        | Оконма Эл Грин [e]                                              | 4:25         |
| Общая длительность: | Общая длительность:                            | Общая длительность:                                             | 39:43        |

| №                   | Название            | Автор(ы)                            | Длительность |
| ------------------- | ------------------- | ----------------------------------- | ------------ |
| 4.                  | «Boyfriend»         | Оконма Джон Чарльз Эдвард Олдер [f] | 4:00         |
| Общая длительность: | Общая длительность: | Общая длительность:                 | 43:29        |

| №                   | Название                                       | Длительность |
| ------------------- | ---------------------------------------------- | ------------ |
| 1.                  | «Igor's Theme» (живое выступление)             | 3:42         |
| 2.                  | «Earfquake» (живое выступление)                | 3:38         |
| 3.                  | «I Think» (живое выступление)                  | 3:45         |
| 4.                  | «Running Out of Time» (живое выступление)      | 2:56         |
| 5.                  | «New Magic Wand» (живое выступление)           | 3:39         |
| 6.                  | «A Boy Is a Gun» (живое выступление)           | 3:54         |
| 7.                  | «Puppet» (живое выступление)                   | 3:20         |
| 8.                  | «What's Good» (живое выступление)              | 3:29         |
| 9.                  | «Gone, Gone / Thank You» (живое выступление)   | 4:39         |
| 10.                 | «I Don't Love You Anymore» (живое выступление) | 3:10         |
| 11.                 | «Are We Still Friends?» (живое выступление)    | 5:06         |
| Общая длительность: | Общая длительность:                            | 41:18        |

Примечания
- Все названия треков стилизованы прописными буквами. Например, «Igor’s Theme» стилизовано как «IGOR’S THEME».
- «Igor’s Theme» включает в себя вокальную партию рэпера Lil Uzi Vert
- «Earfquake» включает в себя вокальную партию рэпера Playboi Carti
- «I Think» включает в себя вокальную партию Соланж
- «Exactly What You Run from You End Up Chasing» включает в себя вокальную партию Джеррода Кармайкла
- Название трека «A Boy Is a Gun» стилизовано со звёздочкой[29]
- «Puppet» включает в себя вокальную партию рэпера Канье Уэста

Сэмплы
- «Igor’s Theme» включает в себя элементы песни «Attention» группы Head West; и песни «Scatin'» исполнителя Dâm-Funk.[11]
- ↑  «I Think» включает в себя элементы песни «Get Down», автором которой является Bodiono Nkono Télesphore, а исполнителем — Nkono Teles; и песни «Special Lady», автором и исполнителем которой является Bibi Mascel.
- «Running Out of Time» включает в себя элементы песни «Hit It Run» группы Run-D.M.C..
- «New Magic Wand» включает в себя элементы песни «Vsichni Praznj» группы Siluetes 61.
- ↑  «A Boy Is a Gun» включает в себя элементы песни «Bound» группы Ponderosa Twins Plus One.
- ↑  «Puppet» включает в себя элементы песни «Today», написанной Миком Уэйром и исполненной Czar; и песни «It’s Alright With Me» группы Part Time.
- ↑  «Gone, Gone / Thank You» включает в себя элементы песни «Hey Girl» Каллена Омори; и интерполяции c трека «Fragile», написанного Аланом О’Дэй и Тацуро Ямасита и исполненного Ямасита.
- ↑  «Are We Still Friends?» включает в себя элементы песни «Dream» Эла Грина.
- ↑  «Boyfriend» включает в себя элементы песни «Fluid» Твинка.

## Чарты
| Чарт (2019)                            | Высшая позиция |
| -------------------------------------- | -------------- |
| Австралия (ARIA)                       | 3              |
| Австрия (Ö3 Austria)                   | 7              |
| Бельгия/Фландрия (Ultratop)            | 5              |
| Бельгия/Валлония (Ultratop)            | 40             |
| Канада (Canadian Albums Chart)         | 2              |
| Чехия (ČNS IFPI)                       | 5              |
| Дания (Hitlisten)                      | 4              |
| Нидерланды (Album Top 100)             | 3              |
| Финляндия (Suomen virallinen lista)    | 6              |
| Франция (SNEP)                         | 43             |
| Германия (Offizielle Top 100)          | 29             |
| Ирландия (IRMA)                        | 4              |
| Италия (Classifica album)              | 32             |
| Латвия (LAIPA)                         | 1              |
| Литва (AGATA)                          | 1              |
| Новая Зеландия (RMNZ)                  | 2              |
| Норвегия (VG-lista)                    | 3              |
| Польша (ZPAV)                          | 50             |
| Шотландия (Scottish Albums Chart)      | 20             |
| Швеция (Sverigetopplistan)             | 5              |
| Швейцария (Schweizer Hitparade)        | 14             |
| Великобритания (UK Albums Chart)       | 4              |
| Великобритания (UK R&B Albums Chart)   | 1              |
| США (Billboard 200)                    | 1              |
| США (Billboard Top R&B/Hip-Hop Albums) | 1              |

| Чарт (2019)                                 | Позиция |
| ------------------------------------------- | ------- |
| Австралия, Australian Albums (ARIA)         | 61      |
| Бельгия, Belgian Albums (Ultratop Flanders) | 138     |
| Дания, Danish Albums (Hitlisten)            | 74      |
| США, Billboard 200                          | 71      |
| США, Top R&B/Hip-Hop Albums (Billboard)     | 30      |

## Сертификации
| Регион | Сертификация | Продажи |
| --- | ------------ | ------- |
| Дания (IFPI Danmark) | Золотой      | 10 000  |
| Великобритания (BPI) | Золотой      | 100 000 |
| США (RIAA) | Золотой      | 500 000 |
| * Данные о продажах приведены только на основе сертификации. · ^ Данные о тиражах приведены только на основе сертификации. · Данные о продажах + прослушиваниях приведены только на основе сертификации. |              |         |

## Комментарии
1. ↑  На физических носителях альбом распространяется с иным четвёртым треком большей длительности